# Rolf Linnemann
Rolf Linnemann (* 19. August 1939 in Niedernwöhren, Schaumburg-Lippe; † 23. März 2011 in Bückeburg) war ein deutscher Kabarettist und Chansonnier.

## Leben
Linnemann machte eine Schlosserlehre in Hannover und war schon dort in der Jugendarbeit tätig. 1960 zog er nach Berlin um. Hier wirkte er ab 1963 als Kabarettist und Kabaretttexter (im Speziellen Buff-Gedichte), u. a. bei den „Berliner Schimpfonikern“, den „Reißzwecken“ und bei eigenen Lese-Programmen. Daneben nahm er privaten Schauspielunterricht. Ab 1967 war er in der zentralen Jugendarbeit in Göttingen und ab 1968 mit einem Lehrauftrag an der dortigen Fachhochschule im Bereich Sozialpädagogik beschäftigt. Es folgten Gründungen von Göttinger Künstlerkneipen bzw. Theater („Junge Galerie“) und des Nörgelbuff, in dem in den Folgejahren Künstler wie Otto Waalkes, Hannes Wader und Ulrich Roski auftraten. Ab 1974 lebte er zeitweilig in Tübingen, Saarbrücken und Berlin, wo er die Tucholsky-Tage organisierte. 1988 kehrte Linnemann nach Schaumburg zurück und gründete dort 1994 ein Tournee- und Kulturbüro. Insgesamt 26 abendfüllende Programme brachte er zwischen 1969 und 1998 auf die Bühne. Nach einem Unfall verschlechterte sich sein Gesundheitszustand und ließ ab 2002 keine Bühnenauftritte mehr zu. Am 23. März 2011 starb er nach langer schwerer Krankheit in Bückeburg.

## Werke
Linnemann veröffentlichte in den 1970er Jahren mehrere Schallplatten, auf denen er satirische Texte (besondere Vorliebe für Kurt Tucholsky) sang und sprach. 1983 erschien ein autobiografisches Bändchen: Warum wird so einer Kabarettist. 1985 gab er überdies ein Notenbuch mit Begleitakkorden Lieder der 20er Jahre heraus.
- Warum wird so einer Kabarettist?, Göttingen, davids drucke, 1983

### Zitat
- Die Deutschen neigen dazu, Fehler möglichst zwei- oder dreimal zu machen, damit man sie auch beherrscht.[3]